# Rullierinereis fauchaldi
Rullierinereis fauchaldi är en ringmaskart som beskrevs av Leon-Gonzalez och Solis-Weiss 2000. Rullierinereis fauchaldi ingår i släktet Rullierinereis och familjen Nereididae. Inga underarter finns listade i Catalogue of Life.